# Varuhus

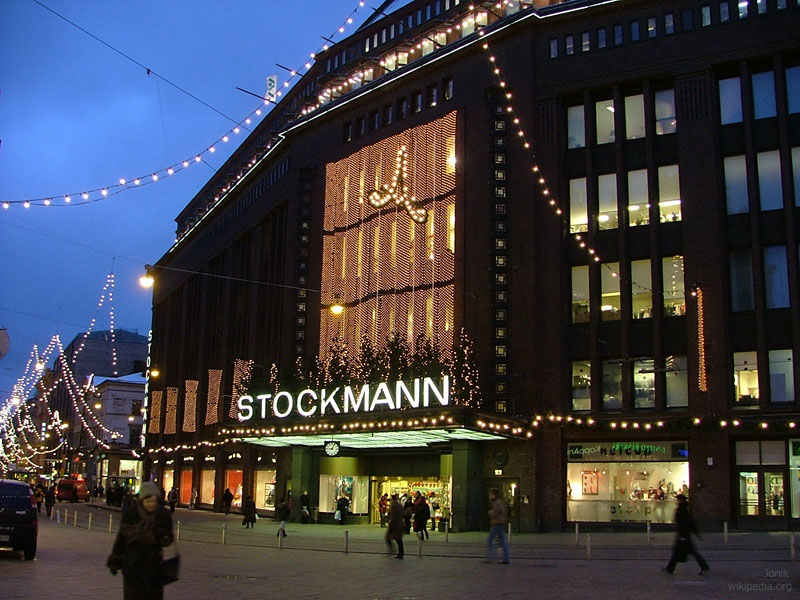
Stockmann i centrala Helsingfors är det största varuhuset i Norden.

Ett varuhus är en detaljhandel med en säljyta på minst 1 500 m²[källa behövs] och med ett brett varusortiment. Affärsidén är, att med försäljningen uppdelad på olika avdelningar, kunna erbjuda kunder att handla varor av olika slag under ett tak.

## Historik

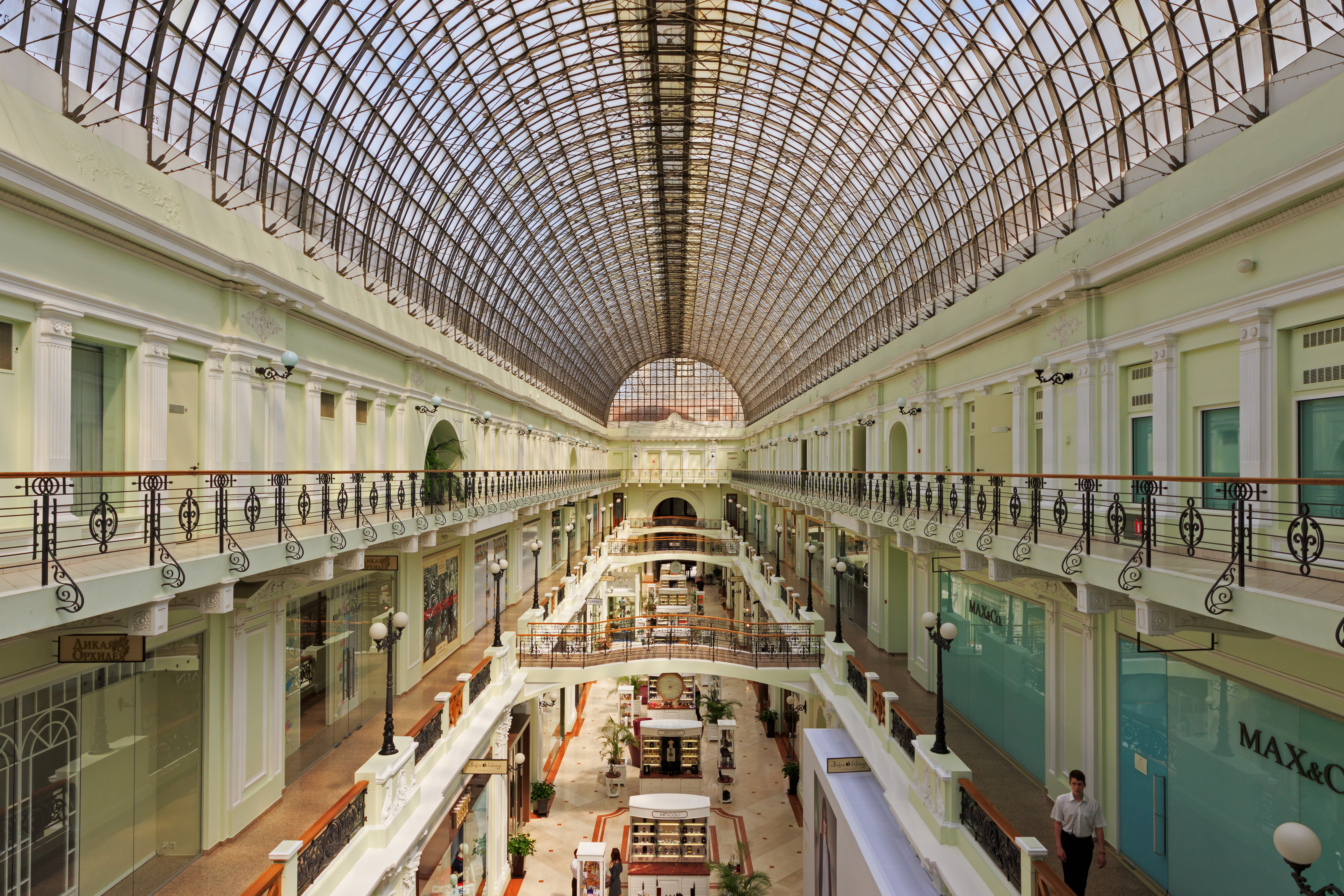
Petrovskijpassagen, ett varuhus i Moskva som öppnade 1906.

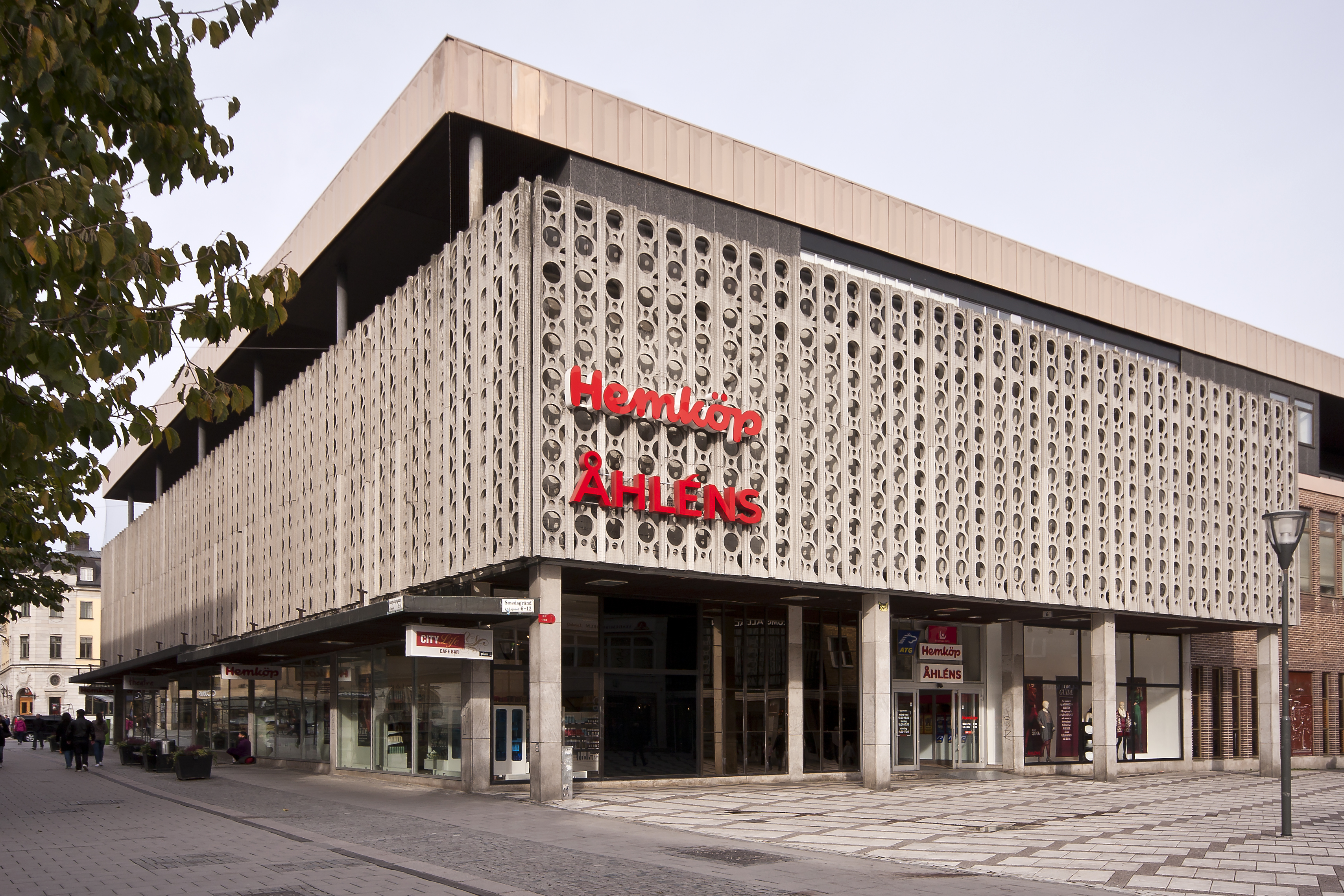
Tidigare Tempovaruhuset vid Stora torget i Uppsala

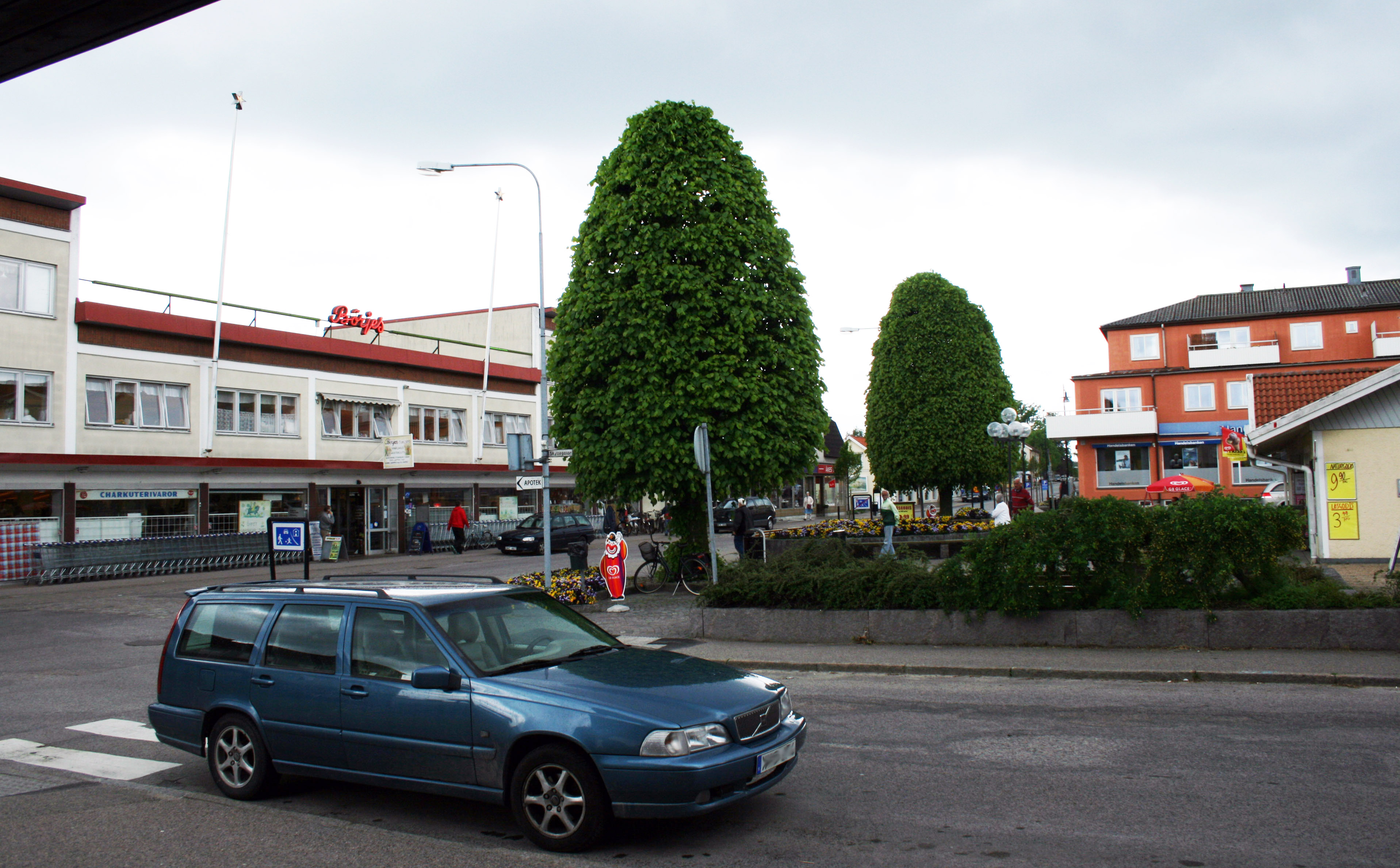
Börjes i Tingsryd

I storstäderna öppnades under 1800-talet stora affärer med stora inomhusytor. I London öppnades Harrods, som köpte upp affär efter affär i kvarteret och sammanförde dessa till en enda allt större butik. I Paris öppnades på liknande sätt flera storaffärer. Varuhusen spelade på den tiden en viktig roll som samlingsplats för borgerskapets kvinnor, där de kunde röra sig utan en manlig anhörig som "förkläde".
Omkring 1900 ökade antalet varuhus i de större städerna kraftigt. Stora, lyxiga butiker som täckte kvarter slogs upp, förutom i de nämnda storstäderna, även i New York. Nyintroducerad Elektrisk belysning möjliggjorde butiksavdelningar som inte var beroende av dagsljus samt handel efter mörkrets inbrott, och vidareutveckling av hissar samt rulltrappor underlättade för kunderna att strosa omkring i flera butiksplan. I Stockholm tillkom vid denna tid köptempel som PUB och NK. I Köpenhamn byggdes Magasin du Nord. Dessa var påkostade lyxiga köptempel som med brett sortiment, inklusive en stor personal för att tillgodose kundernas önskemål, som hemtransport av inköpta varor. Utanför storstäderna förekom vid denna tid inga varuhus.
En annan typ av varuhus med lågprisprägel var EPA-varuhusen. De första öppnade 1930.
Nästa utvecklingsfas började efter andra världskriget. En stigande levnadsstandard och större köpkraft möjliggjorde byggandet av varuhus även utanför storstäderna. De nya varuhusen skulle förutom stor butiksyta även ha bilparkering. Samtidigt rationaliserades inköpsproceduren, så att självbetjäning blev det vanliga. Under 1950-, 1960- och 1970-talen byggdes Domus, Tempo (nuvarande Åhléns ) med flera varuhus i stadskärnorna, ofta efter en standardmodell som tagits fram centralt på Kooperativa Förbundets arkitektbyrå i syfte att få ut så mycket butiksyta som möjligt för lägsta byggkostnad, samt med nya trafikleder framdragna till varuhuset, inklusive ett inbyggt eller anslutande parkeringshus. Denna hårt drivna rationalisering slog till sist tillbaka, då lönsamhetsgraden sällan[källa behövs] blev vad företaget hade räknat med. Det fanns även en folklig kritik mot byggnadernas fulhet och bristande anpassning till sin omgivande stadsmiljö.
Under 1980-talet började varuhusen tappa mark, och många av dem har sedan dess omvandlats till gallerior.

## Några kända varuhus
- Macy's i New York
- Printemps i Paris
- Illums Bolighus i Köpenhamn
- Stockmann i Helsingfors
- Harrods i London
- KaDeWe i Berlin
- NK i Stockholm